# ناهد رشدي
ناهد رشدي (14 سبتمبر 1956 - 14 سبتمبر 2024) ممثلة مصرية. تخرَّجت في قسم التمثيل بالمعهد العالي للفنون المسرحية عام 1982. عرفها المشاهدون بمشاركاتها في المسلسلات التلفازية، ولا سيَّما في حِقبة التسعينيات. من أشهر المسلسلات التي شاركت فيها: لن أعيش في جلباب أبي، أرابيسك، هوانم جاردن سيتي، وهي عمَّة الممثلة داليا مصطفى.

## مسيرتها
من أبرز أعمالها الفنية التي تركت بصمة واضحة لا تُنسى لدى الجماهير دور «سنية» أمام نور الشريف وعبلة كامل في مسلسل «لن أعيش في جلباب أبي»، الذي أدَّت به دور ابنتهما التي تحبُّ جارها، لكنه كان يريد الزواج بها طمعًا بثروة والدها، فتنتهي قصَّة حبها له بالطلاق.
كانت ناهد رشدي، قد كشفت عن بعض كواليس مسلسل "لن أعيش في جلباب أبي"، قائلة إن المخرج أحمد توفيق، أراد أن يكون مشهد الفرح طبيعياً، وبلغ الجميع قبل بدء التصوير بإلغاء الاستراحة وأن الطعام الموجود في بوفيه الفرح هو الطعام الوحيد الموجود للجميع، وتابعت أنه طلب منهم التصرف بتلقائية وتناول الطعام، واعتبر أن المشهد هو الاستراحة.
وأضافت رشدي، عن فارق السن بينها وبين الفنانة عبلة كامل، قائلة: "اللي يفرق بيني وبين عبلة تقريباً سنة، ومع ذلك كنا حاسين إنها أمنا جوه وبره الأستوديو، كانت كل يوم تأكلنا كلنا، يوم بطاطس بالتوم، ويوم فول بالتوم، لدرجة قلتلها في مرة خلاص يا عبلة جوزي هيطلقني بسبب التوم ده".
أما عن تصدر المسلسل للتريند خلال السنوات الماضية، فقالت ناهد رشدي إن المجتمع يفتقد الأسرة المصرية البسيطة الطيبة، ولهذا يلجأ إلى المسلسل لمشاهدتها.
في بداية القرن الحادي والعشرين تراجعت حتى غابت تماما طوال 7 سنوات متتالية بسبب معاناتها ظروفاً صحية أولا واهتمامها بتربية أبنائها ثانيا لكنها واصلت تقديم عروض مسرحية دينية في رمضان تتبع مسرح الدولة مع الدكتور أحمد الكحلاوي لأنها لا تستطيع الابتعاد عن الوقوف على الخشبة وكذلك لعدم حاجة الأمر للالتزام بمواعيد تصوير طويلة على غرار المسلسلات فضلا عن القيمة الموضوعية للعروض.
ثم عادت للتلفزيون عبر مسلسل "بدون ذكر أسماء" حيث جسدت شخصية الأم التي رمزت إلى الأرض والوطن لاسيما من خلال زوجها "الحلواني". وكانت قد تلقت عرضين للانضمام إلى عملين سابقين لكنها اعتذرت رغم أهمية نص كل منهما.

## أعمالها

### مسلسلات
| - شديد الخطورة: 2020 - واحة الغروب:2017-صديقة - كفر دلهاب:2017-مرجانة (جدة البنت الصغيرة) - ستات قادرة:2016 - راس الغول:2016-ناديه أبو العزم - الصعلوك:2015-فايزه - الوسواس:2015-سميرة - ذهاب وعودة:2015 - المطلقات:2015 - دنيا جديدة:2015 - زواج بالإكراه:2015 - عد تنازلي:2014-والدة غادة - تفاحة آدم:2014 - بدون ذكر أسماء:2013 - فستان فرح:2009 - قلب الخطر:2008 - أمير الشرق عثمان دقنة:2007 - الجانب الآخر من الشاطىء:2005 - السلمانية:2005-فوزية - حكاوي طرح البحر:2004 - إمرأة من نار:2004-نادية | - أشرار وطيبين:2004 - المرأة في الإسلام:2003 - شمس منتصف الليل:2002 - النساء قادمون:2001-تيسير - أحلام العمر:2000 - الفرار من الحب:2000 - موال الحب والغضب:1999 - وتمضي الايام:1998 - هوانم جاردن سيتي (ج1، 2):1997، 1998-كوثر - بحار الغربة:1997 - الدوائر المغلقة:1997 - عطاء بلا حدود:1996 - ساكن قصادي (ج2):1996 - رسالة خطرة:1996 - السير على رمال ساخنة:1996 - سنوات الغضب:1996 - لن أعيش في جلباب أبي:1996-سنية - أولاد حضرة الناظر:1996 - اعترافاتي:1996 - اللعب في الوقت الضائع:1995 | - الزيني بركات:1995 - دكتوراه في الحب:1994 - أرابيسك: أيام حسن النعماني:1994-مديحة - العودة الاخيرة:1993 - بنت سيادة الوزير:1992 - وداعا يا ربيع العمر:1991 - صراع الأجيال:1991 - الطوفان:1990 - أنا وأنت والزمن طويل:1989 - أولادي:1989-سومه - طيور الزمن الجريح:1989 - نار ودخان:1988 - صرخة برئ:1987 - الهروب إلى السجن: 1987 - البشاير:1987-ضيفة شرف - الحب وأشياء أخرى:1986 - سفر الأحلام:1986 - الجدران الدافئة:1985 - الزير سالم:1984 - وقال البحر:1982 - ياسين وبهية:1982 | - أبواب المدينة (ج1):1981-عزة - وفيه ناس طيبين:1981 - الباحثة:1979-سالمه - لا يا ابنتي العزيزة:1979 - أصوات للحب:1978 - بنات الثانوية - حبشي في الهواء الطلق - عندما تضحك الأوتار - الأرض الطيبة - رحلة في عالم مجنون - أحلام الغروب-سلوى - العزف على أوتار ممزقة - لمن يهمه الأمر - أما بعد - عباد الرحمن - حلم العمر - الإسلام حضارة - أنا وبعدي الطوفان - الإختبار |

### أفلام
| - الأخطبوط:2000-د. نجوى - الثعالب:1993-رضا - الطريق إلى إيلات:1993-زوجة القبطان راضي - الراقصة والشيطان:1992 | - ثلاثة على واحد:1990-ناديه زوجة سعيد - صاحب العمارة:1988-ابنة سعفان - لقاء في شهر العسل:1987 - أبناء وقتلة:1987-سهى بنت احمد | - الحب فوق هضبة الهرم:1986-مها - قفص الحريم:1986 - الكف:1985-وسام - نعيمة فاكهة محرمة:1984 | - الأشقياء:1984-راوية - جبابرة الميناء:1984 - علاقة خطرة:1981 - عريس لسعاد |

| \| - هي في حياة الرسول:2012 - أوديب و شفيقة:2010 - الحالمة:1998 - الحواجز:1998 \| - الزوبعة:1986 - الأستاذ:1981 - مع خالص تحياتي:1980-مرفت \| - عريس بالكريمة:1980 - الفلوس حبيبتي:1979 - بيت المصراوي \| |                                                          |                                                          |
| - هي في حياة الرسول:2012 - أوديب و شفيقة:2010 - الحالمة:1998 - الحواجز:1998 | - الزوبعة:1986 - الأستاذ:1981 - مع خالص تحياتي:1980-مرفت | - عريس بالكريمة:1980 - الفلوس حبيبتي:1979 - بيت المصراوي |

### أخرى
- مسلسل إذاعي:قصة حبي:2010
- رسوم متحركة:المغامرون الخمسة وآلة الزمن في المستقبل:2004
- فوازير:ألف ليلة وليلة: عروس البحور:1985-سانهور

### سهرة تلفزيونية
| - يا فرحه ما تمت:2000 - عصفور الجنة:1998 - الحب وأحكامه:1998-ناهد - الألبوم:1992 - حدث في اليوم التالي - أحلام الناس الغلابة - وحوش أليفة:الطبيبة سهى العدوى | - العجوز والدنيا وأنا - أحلام الشباب - موعد في الإنعاش - الحب في ليلة حب - وتقبلي حبي واعتذاري - قيد لا ينكسر | - وجهة نظر - الزحام - الشكل والمضمون - لحظة شك - رجل في محنة - وتبقى الحقيقة |

## وفاتها
توفيت ناهد رشدي فجر يوم السبت الموافق 14 سبتمبر 2024 في القاهرة، عن عمر ناهز الثامنة والستين بعد صراع مع مرض السرطان استمر عشر سنين.

## وصلات خارجية
- ناهد رشدي على موقع IMDb (الإنجليزية)
- ناهد رشدي على موقع الدهليز
- ناهد رشدي على موقع قاعدة بيانات الأفلام العربية